# 佐世保證券
佐世保證券株式会社（させぼしょうけん）は、長崎県佐世保市に本社を置いていた証券会社である。
本社の他、長崎県諫早市、佐賀県武雄市・唐津市に営業所を置き、長崎県北部と佐賀県西部を主な営業区域とする。
2010年（平成22年）8月25日にいちよし証券と合併について基本合意し、2011年（平成23年）1月4日に同社へ吸収合併された。これにより、当社の本店並びに営業所はすべていちよし証券の支店（佐世保支店・諫早支店・武雄支店・唐津支店）となった（なお、同日に飯田証券も吸収合併したため、旧飯田証券の店舗を含めて7支店を開設したことになる）。
2022年（令和4年）10月に佐世保・諫早・唐津の3支店がプラネットプラザから昇格した福岡支店へ統合され、プラネットプラザ佐世保・プラネットプラザ諫早・プラネットプラザ唐津にそれぞれ改称するとともに、旧武雄支店の統合以来約10年ぶりの武雄市への再出店となるプラネットプラザ武雄がオープンしたことで、いちよし証券の長崎・佐賀エリアはかつての佐世保證券と同じ営業区域に戻ることとなった。